# Puchar Świata w łyżwiarstwie szybkim 2014/2015
Puchar Świata w łyżwiarstwie szybkim 2014/2015 był 30. edycją tej imprezy. Cykl rozpoczął się w Obihiro 14 listopada 2014 roku, a zakończył się 22 marca 2015 w Erfurcie.
Puchar Świata rozegrany został w 6 miastach, w 5 krajach, na 2 kontynentach.

## Medaliści zawodów

### Kobiety
| Lp.   | Data                        | Miejscowość                                                   | Konkurencja                                                   | 1 miejsce                                                       | 2 miejsce                                                     | 3 miejsce                                                        |                                                               |
| ----- | --------------------------- | ------------------------------------------------------------- | ------------------------------------------------------------- | --------------------------------------------------------------- | ------------------------------------------------------------- | ---------------------------------------------------------------- | ------------------------------------------------------------- |
| 1. PŚ | 14–16 listopada 2014        | Obihiro                                                       | 500 m (14.11)                                                 | Lee Sang-hwa                                                    | Nao Kodaira                                                   | Olga Fatkulina                                                   |                                                               |
| 1. PŚ | 14–16 listopada 2014        | Obihiro                                                       | 3000 m (14.11)                                                | Ireen Wüst                                                      | Martina Sáblíková                                             | Jorien Voorhuis                                                  |                                                               |
| 1. PŚ | 14–16 listopada 2014        | Obihiro                                                       | 1000 m (15.11)                                                | Marrit Leenstra                                                 | Ireen Wüst                                                    | Li Qishi                                                         |                                                               |
| 1. PŚ | 14–16 listopada 2014        | Obihiro                                                       | Bieg drużynowy (15.11)                                        | Holandia Ireen Wüst · Marrit Leenstra · Marije Joling           | Japonia Nana Takagi · Ayaka Kikuchi · Maki Tabata             | Niemcy Claudia Pechstein · Bente Kraus · Gabrielle Hirschbichler |                                                               |
| 1. PŚ | 14–16 listopada 2014        | Obihiro                                                       | 1500 m (16.11)                                                | Ireen Wüst                                                      | Marrit Leenstra                                               | Julija Skokowa                                                   |                                                               |
| 1. PŚ | 14–16 listopada 2014        | Obihiro                                                       | 500 m (16.11)                                                 | Lee Sang-hwa                                                    | Nao Kodaira                                                   | Vanessa Bittner                                                  |                                                               |
| 1. PŚ | 14–16 listopada 2014        | Obihiro                                                       | Start masowy (16.11)                                          | Ivanie Blondin                                                  | Nana Takagi                                                   | Irene Schouten                                                   |                                                               |
| 2. PŚ | 21–23 listopada 2014        | Seul                                                          | 500 m (21.11)                                                 | Nao Kodaira                                                     | Lee Sang-hwa                                                  | Judith Hesse                                                     |                                                               |
| 2. PŚ | 21–23 listopada 2014        | Seul                                                          | 5000 m (21.11)                                                | Claudia Pechstein                                               | Martina Sáblíková                                             | Ivanie Blondin                                                   |                                                               |
| 2. PŚ | 21–23 listopada 2014        | Seul                                                          | 500 m (22.11)                                                 | Lee Sang-hwa                                                    | Nao Kodaira                                                   | Karolína Erbanová                                                |                                                               |
| 2. PŚ | 21–23 listopada 2014        | Seul                                                          | 1500 m (22.11)                                                | Marrit Leenstra                                                 | Ireen Wüst                                                    | Olga Graf                                                        |                                                               |
| 2. PŚ | 21–23 listopada 2014        | Seul                                                          | 1000 m (23.11)                                                | Li Qishi                                                        | Marrit Leenstra                                               | Karolína Erbanová                                                |                                                               |
| 2. PŚ | 21–23 listopada 2014        | Seul                                                          | Start masowy (23.11)                                          | Martina Sáblíková                                               | Irene Schouten                                                | Ivanie Blondin                                                   |                                                               |
| 3. PŚ | 5–7 grudnia 2014            | Berlin                                                        | 500 m (5.12)                                                  | Lee Sang-hwa                                                    | Heather Richardson                                            | Margot Boer                                                      |                                                               |
| 3. PŚ | 5–7 grudnia 2014            | Berlin                                                        | 3000 m (5.12)                                                 | Ireen Wüst                                                      | Marije Joling                                                 | Martina Sáblíková                                                |                                                               |
| 3. PŚ | 5–7 grudnia 2014            | Berlin                                                        | 1000 m (6.12)                                                 | Brittany Bowe                                                   | Heather Richardson                                            | Li Qishi                                                         |                                                               |
| 3. PŚ | 5–7 grudnia 2014            | Berlin                                                        | Bieg drużynowy (6.12)                                         | Holandia Ireen Wüst · Marrit Leenstra · Marije Joling           | Polska Luiza Złotkowska · Katarzyna Woźniak · Aleksandra Goss | Japonia Nana Takagi · Maki Tabata · Ayaka Kikuchi                |                                                               |
| 3. PŚ | 5–7 grudnia 2014            | Berlin                                                        | 1500 m (7.12)                                                 | Ireen Wüst                                                      | Heather Richardson                                            | Marrit Leenstra                                                  |                                                               |
| 3. PŚ | 5–7 grudnia 2014            | Berlin                                                        | 500 m (7.12)                                                  | Lee Sang-hwa                                                    | Heather Richardson                                            | Nao Kodaira                                                      |                                                               |
| 3. PŚ | 5–7 grudnia 2014            | Berlin                                                        | Start masowy (7.12)                                           | Irene Schouten                                                  | Ivanie Blondin                                                | Jun Ye-jin                                                       |                                                               |
| 4. PŚ | 12–14 grudnia 2014          | Heerenveen                                                    | 500 m (12.12)                                                 | Lee Sang-hwa                                                    | Nao Kodaira                                                   | Judith Hesse                                                     |                                                               |
| 4. PŚ | 12–14 grudnia 2014          | Heerenveen                                                    | 3000 m (12.12)                                                | Martina Sáblíková                                               | Ireen Wüst                                                    | Carlijn Achtereekte                                              |                                                               |
| 4. PŚ | 12–14 grudnia 2014          | Heerenveen                                                    | 1000 m (13.12)                                                | Heather Richardson                                              | Brittany Bowe                                                 | Li Qishi                                                         |                                                               |
| 4. PŚ | 12–14 grudnia 2014          | Heerenveen                                                    | Bieg drużynowy (13.12)                                        | Holandia Marrit Leenstra · Linda de Vries · Carlijn Achtereekte | Niemcy Isabell Ost · Bente Kraus · Claudia Pechstein          | Polska Aleksandra Goss · Katarzyna Woźniak · Luiza Złotkowska    |                                                               |
| 4. PŚ | 12–14 grudnia 2014          | Heerenveen                                                    | 1500 m (14.12)                                                | Heather Richardson                                              | Brittany Bowe                                                 | Marrit Leenstra                                                  |                                                               |
| 4. PŚ | 12–14 grudnia 2014          | Heerenveen                                                    | 500 m (14.12)                                                 | Heather Richardson                                              | Brittany Bowe                                                 | Lee Sang-hwa                                                     |                                                               |
| 4. PŚ | 12–14 grudnia 2014          | Heerenveen                                                    | Start masowy (14.12)                                          | Ivanie Blondin                                                  | Kim Bo-reum                                                   | Irene Schouten                                                   |                                                               |
|       | 10–11 stycznia 2015         | 112. Mistrzostwa Europy w wieloboju 2015 – Czelabińsk         | 112. Mistrzostwa Europy w wieloboju 2015 – Czelabińsk         | 112. Mistrzostwa Europy w wieloboju 2015 – Czelabińsk           | 112. Mistrzostwa Europy w wieloboju 2015 – Czelabińsk         | 112. Mistrzostwa Europy w wieloboju 2015 – Czelabińsk            | 112. Mistrzostwa Europy w wieloboju 2015 – Czelabińsk         |
| 5. PŚ | 31 stycznia – 1 lutego 2015 | Hamar                                                         | 1500 m (31.01)                                                | Heather Richardson                                              | Brittany Bowe                                                 | Marije Joling                                                    |                                                               |
| 5. PŚ | 31 stycznia – 1 lutego 2015 | Hamar                                                         | 3000 m (1.02)                                                 | Martina Sáblíková                                               | Carlijn Achtereekte                                           | Ireen Wüst                                                       |                                                               |
| 5. PŚ | 31 stycznia – 1 lutego 2015 | Hamar                                                         | Start masowy (1.02)                                           | Irene Schouten                                                  | Ivanie Blondin                                                | Mariska Huisman                                                  |                                                               |
| 6. PŚ | 7–8 lutego 2015             | Heerenveen                                                    | 500 m (7.02)                                                  | Heather Richardson                                              | Nao Kodaira                                                   | Brittany Bowe                                                    |                                                               |
| 6. PŚ | 7–8 lutego 2015             | Heerenveen                                                    | 1000 m (7.02)                                                 | Heather Richardson                                              | Brittany Bowe                                                 | Li Qishi                                                         |                                                               |
| 6. PŚ | 7–8 lutego 2015             | Heerenveen                                                    | 500 m (8.02)                                                  | Judith Hesse                                                    | Lee Sang-hwa                                                  | Thijsje Oenema                                                   |                                                               |
| 6. PŚ | 7–8 lutego 2015             | Heerenveen                                                    | 1000 m (8.02)                                                 | Brittany Bowe                                                   | Marrit Leenstra                                               | Karolína Erbanová                                                |                                                               |
|       | 12–15 lutego 2015           | 16. mistrzostwa świata na dystansach 2015 – Heerenveen        | 16. mistrzostwa świata na dystansach 2015 – Heerenveen        | 16. mistrzostwa świata na dystansach 2015 – Heerenveen          | 16. mistrzostwa świata na dystansach 2015 – Heerenveen        | 16. mistrzostwa świata na dystansach 2015 – Heerenveen           | 16. mistrzostwa świata na dystansach 2015 – Heerenveen        |
|       | 28 lutego-1 marca 2015      | 46. mistrzostwa świata w wieloboju sprinterskim 2015 – Astana | 46. mistrzostwa świata w wieloboju sprinterskim 2015 – Astana | 46. mistrzostwa świata w wieloboju sprinterskim 2015 – Astana   | 46. mistrzostwa świata w wieloboju sprinterskim 2015 – Astana | 46. mistrzostwa świata w wieloboju sprinterskim 2015 – Astana    | 46. mistrzostwa świata w wieloboju sprinterskim 2015 – Astana |
|       | 7–8 marca 2015              | 109. mistrzostwa świata w wieloboju 2015 – Calgary            | 109. mistrzostwa świata w wieloboju 2015 – Calgary            | 109. mistrzostwa świata w wieloboju 2015 – Calgary              | 109. mistrzostwa świata w wieloboju 2015 – Calgary            | 109. mistrzostwa świata w wieloboju 2015 – Calgary               | 109. mistrzostwa świata w wieloboju 2015 – Calgary            |
| 7. PŚ | 21–22 marca 2015            | Erfurt                                                        | 500 m (21.03)                                                 | Heather Richardson                                              | Brittany Bowe                                                 | Jekatierina Ajdowa                                               |                                                               |
| 7. PŚ | 21–22 marca 2015            | Erfurt                                                        | 1500 m (21.03)                                                | Brittany Bowe                                                   | Heather Richardson                                            | Martina Sáblíková                                                |                                                               |
| 7. PŚ | 21–22 marca 2015            | Erfurt                                                        | 3000 m (22.03)                                                | Martina Sáblíková                                               | Marije Joling                                                 | Diane Valkenburg                                                 |                                                               |
| 7. PŚ | 21–22 marca 2015            | Erfurt                                                        | 500 m (22.03)                                                 | Heather Richardson                                              | Brittany Bowe                                                 | Nao Kodaira                                                      |                                                               |
| 7. PŚ | 21–22 marca 2015            | Erfurt                                                        | 1000 m (22.03)                                                | Brittany Bowe                                                   | Heather Richardson                                            | Marrit Leenstra                                                  |                                                               |
| 7. PŚ | 21–22 marca 2015            | Erfurt                                                        | Start masowy (22.03)                                          | Martina Sáblíková                                               | Nana Takagi                                                   | Francesca Lollobrigida                                           |                                                               |

#### Klasyfikacje
| Lp. | Zawodniczka          | Punkty |
| --- | -------------------- | ------ |
| 1.  | Nao Kodaira          | 926    |
| 2.  | Lee Sang-hwa         | 880    |
| 3.  | Heather Richardson   | 710    |
| 4.  | Judith Hesse         | 538    |
| 5.  | Brittany Bowe        | 535    |
| 6.  | Karolína Erbanová    | 523    |
| 7.  | Thijsje Oenema       | 486    |
| 8.  | Margot Boer          | 459    |
| 9.  | Floor van den Brandt | 436    |
| 10. | Jekatierina Ajdowa   | 429    |
| ... |                      |        |
| 46. | Luiza Złotkowska     | 0      |

| Lp. | Zawodniczka         | Punkty |
| --- | ------------------- | ------ |
| 1.  | Brittany Bowe       | 510    |
| 2.  | Marrit Leenstra     | 507    |
| 3.  | Li Qishi            | 485    |
| 4.  | Karolína Erbanová   | 407    |
| 5.  | Heather Richardson  | 400    |
| 6.  | Ireen Wüst          | 235    |
| 7.  | Vanessa Bittner     | 211    |
| 8.  | Jekatierina Ajdowa  | 194    |
| 9.  | Laurine van Riessen | 179    |
| 10. | Nao Kodaira         | 166    |
| ... |                     |        |
| 30. | Luiza Złotkowska    | 39     |
| 48. | Katarzyna Woźniak   | 1      |
| 50. | Aleksandra Goss     | 0      |

| Lp. | Zawodniczka        | Punkty |
| --- | ------------------ | ------ |
| 1.  | Marrit Leenstra    | 410    |
| 2.  | Heather Richardson | 400    |
| 3.  | Brittany Bowe      | 370    |
| 4.  | Ireen Wüst         | 340    |
| 5.  | Martina Sáblíková  | 313    |
| 6.  | Ida Njåtun         | 304    |
| 7.  | Marije Joling      | 251    |
| 8.  | Linda de Vries     | 238    |
| 9.  | Julija Skokowa     | 234    |
| 10. | Olga Graf          | 199    |
| ... |                    |        |
| 11. | Luiza Złotkowska   | 170    |
| 19. | Katarzyna Woźniak  | 54     |
| 44. | Aleksandra Goss    | 5      |
| 52. | Urszula Włodarczyk | 0      |
| 52. | Angelika Fudalej   | 0      |

| Lp. | Zawodniczka         | Punkty |
| --- | ------------------- | ------ |
| 1.  | Martina Sáblíková   | 580    |
| 2.  | Claudia Pechstein   | 360    |
| 3.  | Ireen Wüst          | 350    |
| 4.  | Marije Joling       | 350    |
| 5.  | Jorien Voorhuis     | 282    |
| 6.  | Diane Valkenburg    | 271    |
| 7.  | Carlijn Achtereekte | 258    |
| 8.  | Ivanie Blondin      | 242    |
| 9.  | Olga Graf           | 223    |
| 10. | Bente Kraus         | 148    |
| ... |                     |        |
| 18. | Luiza Złotkowska    | 85     |
| 21. | Katarzyna Woźniak   | 61     |
| 36. | Aleksandra Goss     | 16     |
| 45. | Urszula Włodarczyk  | 0      |
| 45. | Angelika Fudalej    | 0      |

| Lp. | Zawodniczka            | Punkty |
| --- | ---------------------- | ------ |
| 1.  | Ivanie Blondin         | 466    |
| 2.  | Irene Schouten         | 432    |
| 3.  | Martina Sáblíková      | 405    |
| 4.  | Nana Takagi            | 330    |
| 5.  | Miho Takagi            | 255    |
| 6.  | Francesca Lollobrigida | 242    |
| 7.  | Claudia Pechstein      | 234    |
| 8.  | Kim Bo-reum            | 168    |
| 9.  | Jun Ye-jin             | 160    |
| 10. | Jelena Peeters         | 148    |
| ... |                        |        |
| 22. | Aleksandra Goss        | 46     |
| 25. | Urszula Włodarczyk     | 25     |

| Lp. | Reprezentacja    | Punkty |
| --- | ---------------- | ------ |
| 1.  | Holandia         | 350    |
| 2.  | Niemcy           | 240    |
| 3.  | Polska           | 236    |
| 4.  | Japonia          | 226    |
| 5.  | Rosja            | 180    |
| 6.  | Kanada           | 160    |
| 7.  | Korea Południowa | 115    |
| 8.  | Chiny            | 111    |
| 9.  | Czechy           | 35     |
| 10. | –                |        |

### Mężczyźni
| Lp.   | Data                        | Miejscowość                                                   | Konkurencja                                                   | 1. miejsce                                                      | 2. miejsce                                                      | 3. miejsce                                                            |                                                               |
| ----- | --------------------------- | ------------------------------------------------------------- | ------------------------------------------------------------- | --------------------------------------------------------------- | --------------------------------------------------------------- | --------------------------------------------------------------------- | ------------------------------------------------------------- |
| 1. PŚ | 14–16 listopada 2014        | Obihiro                                                       | 500 m (14.11)                                                 | Jan Smeekens                                                    | Pawieł Kuliżnikow                                               | Rusłan Muraszow                                                       |                                                               |
| 1. PŚ | 14–16 listopada 2014        | Obihiro                                                       | 5000 m (14.11)                                                | Sven Kramer                                                     | Aleksandr Rumiancew                                             | Wouter Olde Heuvel                                                    |                                                               |
| 1. PŚ | 14–16 listopada 2014        | Obihiro                                                       | 1000 m (15.11)                                                | Pawieł Kuliżnikow                                               | Kjeld Nuis                                                      | Samuel Schwarz                                                        |                                                               |
| 1. PŚ | 14–16 listopada 2014        | Obihiro                                                       | Bieg drużynowy (15.11)                                        | Holandia Sven Kramer · Wouter Olde Heuvel · Douwe de Vries      | Korea Południowa Lee Seung-hoon · Kim Cheol-min · Ko Byung-wook | Rosja Aleksandr Rumiancew · Daniił Sinicyn · Daniła Siemierikow       |                                                               |
| 1. PŚ | 14–16 listopada 2014        | Obihiro                                                       | 1500 m (16.11)                                                | Kjeld Nuis                                                      | Wouter Olde Heuvel                                              | Koen Verweij                                                          |                                                               |
| 1. PŚ | 14–16 listopada 2014        | Obihiro                                                       | 500 m (16.11)                                                 | Pawieł Kuliżnikow                                               | Jan Smeekens                                                    | Ryōhei Haga                                                           |                                                               |
| 1. PŚ | 14–16 listopada 2014        | Obihiro                                                       | Start masowy (16.11)                                          | Lee Seung-hoon                                                  | Kim Cheol-min                                                   | Bart Swings                                                           |                                                               |
| 2. PŚ | 21–23 listopada 2014        | Seul                                                          | 500 m (21.11)                                                 | Pawieł Kuliżnikow                                               | Mo Tae-bum                                                      | Rusłan Muraszow                                                       |                                                               |
| 2. PŚ | 21–23 listopada 2014        | Seul                                                          | 1500 m (21.11)                                                | Sverre Lunde Pedersen                                           | Wouter Olde Heuvel                                              | Kjeld Nuis                                                            |                                                               |
| 2. PŚ | 21–23 listopada 2014        | Seul                                                          | 1000 m (22.11)                                                | Pawieł Kuliżnikow                                               | Stefan Groothuis                                                | Kjeld Nuis                                                            |                                                               |
| 2. PŚ | 21–23 listopada 2014        | Seul                                                          | 10000 m (22.11)                                               | Bob de Jong                                                     | Bart Swings                                                     | Aleksandr Rumiancew                                                   |                                                               |
| 2. PŚ | 21–23 listopada 2014        | Seul                                                          | 500 m (23.11)                                                 | Pawieł Kuliżnikow                                               | Mo Tae-bum                                                      | Laurent Dubreuil                                                      |                                                               |
| 2. PŚ | 21–23 listopada 2014        | Seul                                                          | Start masowy (23.11)                                          | Andrea Giovannini                                               | Haralds Silovs                                                  | Lee Seung-hoon                                                        |                                                               |
| 3. PŚ | 5–7 grudnia 2014            | Berlin                                                        | 500 m (5.12)                                                  | Artur Waś                                                       | Laurent Dubreuil                                                | Michel Mulder                                                         |                                                               |
| 3. PŚ | 5–7 grudnia 2014            | Berlin                                                        | Bieg drużynowy (5.12)                                         | Polska Zbigniew Bródka · Jan Szymański · Konrad Niedźwiedzki    | Korea Południowa Lee Seung-hoon · Kim Cheol-min · Ko Byung-wook | Holandia Douwe de Vries · Arjan Stroetinga · Frank Vreugdenhil        |                                                               |
| 3. PŚ | 5–7 grudnia 2014            | Berlin                                                        | 1000 m (6.12)                                                 | Nico Ihle                                                       | Samuel Schwarz                                                  | Hein Otterspeer                                                       |                                                               |
| 3. PŚ | 5–7 grudnia 2014            | Berlin                                                        | 5000 m (6.12)                                                 | Jorrit Bergsma                                                  | Sverre Lunde Pedersen                                           | Douwe de Vries                                                        |                                                               |
| 3. PŚ | 5–7 grudnia 2014            | Berlin                                                        | 1500 m (7.12)                                                 | Jan Szymański                                                   | Sverre Lunde Pedersen                                           | Thomas Krol                                                           |                                                               |
| 3. PŚ | 5–7 grudnia 2014            | Berlin                                                        | 500 m (7.12)                                                  | Artur Waś                                                       | Espen Aarnes Hvammen                                            | Laurent Dubreuil                                                      |                                                               |
| 3. PŚ | 5–7 grudnia 2014            | Berlin                                                        | Start masowy (7.12)                                           | Lee Seung-hoon                                                  | Arjan Stroetinga                                                | Bart Swings                                                           |                                                               |
| 4. PŚ | 12–14 grudnia 2014          | Heerenveen                                                    | 500 m (12.12)                                                 | Pawieł Kuliżnikow                                               | Artur Waś                                                       | Laurent Dubreuil                                                      |                                                               |
| 4. PŚ | 12–14 grudnia 2014          | Heerenveen                                                    | Bieg drużynowy (12.12)                                        | Korea Południowa Kim Cheol-min · Ko Byung-wook · Lee Seung-hoon | Holandia Arjan Stroetinga · Frank Vreugdenhil · Douwe de Vries  | Norwegia Håvard Bøkko · Fredrik van der Horst · Sverre Lunde Pedersen |                                                               |
| 4. PŚ | 12–14 grudnia 2014          | Heerenveen                                                    | 1000 m (13.12)                                                | Pawieł Kuliżnikow                                               | Kjeld Nuis                                                      | Hein Otterspeer                                                       |                                                               |
| 4. PŚ | 12–14 grudnia 2014          | Heerenveen                                                    | 5000 m (13.12)                                                | Sven Kramer                                                     | Jorrit Bergsma                                                  | Wouter Olde Heuvel                                                    |                                                               |
| 4. PŚ | 12–14 grudnia 2014          | Heerenveen                                                    | 1500 m (14.12)                                                | Jan Szymański                                                   | Wouter Olde Heuvel                                              | Shani Davis                                                           |                                                               |
| 4. PŚ | 12–14 grudnia 2014          | Heerenveen                                                    | 500 m (14.12)                                                 | Pawieł Kuliżnikow                                               | Artur Waś                                                       | Jan Smeekens                                                          |                                                               |
| 4. PŚ | 12–14 grudnia 2014          | Heerenveen                                                    | Start masowy (14.12)                                          | Jorrit Bergsma                                                  | Lee Seung-hoon                                                  | Fabio Francolini                                                      |                                                               |
|       | 10–11 stycznia 2015         | 112. mistrzostwa Europy w wieloboju 2015 – Czelabińsk         | 112. mistrzostwa Europy w wieloboju 2015 – Czelabińsk         | 112. mistrzostwa Europy w wieloboju 2015 – Czelabińsk           | 112. mistrzostwa Europy w wieloboju 2015 – Czelabińsk           | 112. mistrzostwa Europy w wieloboju 2015 – Czelabińsk                 | 112. mistrzostwa Europy w wieloboju 2015 – Czelabińsk         |
| 5. PŚ | 31 stycznia – 1 lutego 2015 | Hamar                                                         | 5000 m (31.01)                                                | Jorrit Bergsma                                                  | Douwe de Vries                                                  | Sverre Lunde Pedersen                                                 |                                                               |
| 5. PŚ | 31 stycznia – 1 lutego 2015 | Hamar                                                         | 1500 m (1.02)                                                 | Dienis Juskow                                                   | Kjeld Nuis                                                      | Denny Morrison                                                        |                                                               |
| 5. PŚ | 31 stycznia – 1 lutego 2015 | Hamar                                                         | Start masowy (1.02)                                           | Lee Seung-hoon                                                  | Marco Weber                                                     | Bart Swings                                                           |                                                               |
| 6. PŚ | 7–8 lutego 2015             | Heerenveen                                                    | 500 m (7.02)                                                  | Pawieł Kuliżnikow                                               | Artur Waś                                                       | Nico Ihle                                                             |                                                               |
| 6. PŚ | 7–8 lutego 2015             | Heerenveen                                                    | 1000 m (7.02)                                                 | Kjeld Nuis                                                      | Pawieł Kuliżnikow                                               | Nico Ihle                                                             |                                                               |
| 6. PŚ | 7–8 lutego 2015             | Heerenveen                                                    | 500 m (8.02)                                                  | Pawieł Kuliżnikow                                               | Mo Tae-bum                                                      | Nico Ihle                                                             |                                                               |
| 6. PŚ | 7–8 lutego 2015             | Heerenveen                                                    | 1000 m (8.02)                                                 | Kjeld Nuis                                                      | Pawieł Kuliżnikow                                               | Stefan Groothuis                                                      |                                                               |
|       | 12–15 lutego 2015           | 16. mistrzostwa świata na dystansach 2015 – Heerenveen        | 16. mistrzostwa świata na dystansach 2015 – Heerenveen        | 16. mistrzostwa świata na dystansach 2015 – Heerenveen          | 16. mistrzostwa świata na dystansach 2015 – Heerenveen          | 16. mistrzostwa świata na dystansach 2015 – Heerenveen                | 16. mistrzostwa świata na dystansach 2015 – Heerenveen        |
|       | 28 lutego-1 marca 2015      | 46. mistrzostwa świata w wieloboju sprinterskim 2015 – Astana | 46. mistrzostwa świata w wieloboju sprinterskim 2015 – Astana | 46. mistrzostwa świata w wieloboju sprinterskim 2015 – Astana   | 46. mistrzostwa świata w wieloboju sprinterskim 2015 – Astana   | 46. mistrzostwa świata w wieloboju sprinterskim 2015 – Astana         | 46. mistrzostwa świata w wieloboju sprinterskim 2015 – Astana |
|       | 7–8 marca 2015              | 109. mistrzostwa świata w wieloboju 2015 – Calgary            | 109. mistrzostwa świata w wieloboju 2015 – Calgary            | 109. mistrzostwa świata w wieloboju 2015 – Calgary              | 109. mistrzostwa świata w wieloboju 2015 – Calgary              | 109. mistrzostwa świata w wieloboju 2015 – Calgary                    | 109. mistrzostwa świata w wieloboju 2015 – Calgary            |
| 7. PŚ | 21–22 marca 2015            | Erfurt                                                        | 500 m (21.03)                                                 | Pawieł Kuliżnikow                                               | Michel Mulder                                                   | Gerben Jorritsma                                                      |                                                               |
| 7. PŚ | 21–22 marca 2015            | Erfurt                                                        | 1000 m (21.03)                                                | Denny Morrison                                                  | Kjeld Nuis                                                      | Vincent De Haître                                                     |                                                               |
| 7. PŚ | 21–22 marca 2015            | Erfurt                                                        | 5000 m (21.03)                                                | Jorrit Bergsma                                                  | Sverre Lunde Pedersen                                           | Patrick Beckert                                                       |                                                               |
| 7. PŚ | 21–22 marca 2015            | Erfurt                                                        | 500 m (22.03)                                                 | Rusłan Muraszow                                                 | Laurent Dubreuil                                                | Michel Mulder                                                         |                                                               |
| 7. PŚ | 21–22 marca 2015            | Erfurt                                                        | 1500 m (22.03)                                                | Denny Morrison                                                  | Sverre Lunde Pedersen                                           | Bart Swings                                                           |                                                               |
| 7. PŚ | 21–22 marca 2015            | Erfurt                                                        | Start masowy (22.03)                                          | Bart Swings                                                     | Jorrit Bergsma                                                  | Sverre Lunde Pedersen                                                 |                                                               |

#### Klasyfikacje
| Lp. | Zawodnik             | Punkty |
| --- | -------------------- | ------ |
| 1.  | Pawieł Kuliżnikow    | 930    |
| 2.  | Laurent Dubreuil     | 771    |
| 3.  | Rusłan Muraszow      | 565    |
| 4.  | Michel Mulder        | 560    |
| 5.  | Nico Ihle            | 558    |
| 6.  | Artur Waś            | 526    |
| 7.  | Mo Tae-bum           | 495    |
| 8.  | Jan Smeekens         | 475    |
| 9.  | Espen Aarnes Hvammen | 453    |
| 10. | Aleksiej Jesin       | 402    |
| ... |                      |        |
| 27. | Artur Nogal          | 61     |
| 43. | Piotr Michalski      | 8      |

| Lp. | Zawodnik            | Punkty |
| --- | ------------------- | ------ |
| 1.  | Pawieł Kuliżnikow   | 600    |
| 2.  | Kjeld Nuis          | 571    |
| 3.  | Nico Ihle           | 402    |
| 4.  | Stefan Groothuis    | 324    |
| 5.  | Denny Morrison      | 321    |
| 6.  | Samuel Schwarz      | 313    |
| 7.  | Hein Otterspeer     | 252    |
| 8.  | Shani Davis         | 250    |
| 9.  | Vincent De Haître   | 246    |
| 10. | Aleksiej Jesin      | 236    |
| ... |                     |        |
| 19. | Konrad Niedźwiedzki | 85     |
| 23. | Piotr Michalski     | 55     |
| 30. | Zbigniew Bródka     | 31     |
| 45. | Jan Szymański       | 4      |
| 54. | Artur Nogal         | 0      |
| 54. | Sebastian Kłosiński | 0      |

| Lp. | Zawodnik              | Punkty |
| --- | --------------------- | ------ |
| 1.  | Denny Morrison        | 409    |
| 2.  | Sverre Lunde Pedersen | 405    |
| 3.  | Kjeld Nuis            | 381    |
| 4.  | Wouter olde Heuvel    | 301    |
| 5.  | Jan Szymański         | 293    |
| 6.  | Konrad Niedźwiedzki   | 288    |
| 7.  | Bart Swings           | 285    |
| 8.  | Thomas Krol           | 284    |
| 9.  | Shani Davis           | 255    |
| 10. | Zbigniew Bródka       | 172    |
| ... |                       |        |
| 38. | Piotr Puszkarski      | 6      |
| 40. | Roland Cieślak        | 2      |

| Lp. | Zawodnik               | Punkty |
| --- | ---------------------- | ------ |
| 1.  | Jorrit Bergsma         | 430    |
| 2.  | Sverre Lunde Pedersen  | 415    |
| 3.  | Bob de Jong            | 346    |
| 4.  | Patrick Beckert        | 331    |
| 5.  | Aleksandr Rumiancew    | 325    |
| 6.  | Bart Swings            | 320    |
| 7.  | Douwe de Vries         | 296    |
| 8.  | Wouter olde Heuvel     | 256    |
| 9.  | Sven Kramer            | 200    |
| 10. | Lee Seung-hoon         | 151    |
| ... |                        |        |
| 12. | Jan Szymański          | 125    |
| 33. | Konrad Niedźwiedzki    | 19     |
| 48. | Adrian Wielgat         | 5      |
| 50. | Zbigniew Bródka        | 4      |
| 52. | Sebastian Druszkiewicz | 3      |
| 60. | Piotr Puszkarski       | 0      |
| 60. | Roland Cieślak         | 0      |

| Lp. | Zawodnik              | Punkty |
| --- | --------------------- | ------ |
| 1.  | Lee Seung-hoon        | 450    |
| 2.  | Bart Swings           | 387    |
| 3.  | Andrea Giovannini     | 362    |
| 4.  | Jorrit Bergsma        | 280    |
| 5.  | Marco Weber           | 218    |
| 6.  | Shane Williamson      | 189    |
| 7.  | Sverre Lunde Pedersen | 183    |
| 8.  | Kim Cheol-min         | 179    |
| 9.  | Haralds Silovs        | 158    |
| 10. | Linus Heidegger       | 150    |
| ... |                       |        |
| 24. | Roland Cieślak        | 57     |
| 44. | Jan Szymański         | 3      |

| Lp. | Reprezentacja    | Punkty |
| --- | ---------------- | ------ |
| 1.  | Korea Południowa | 310    |
| 2.  | Holandia         | 290    |
| 3.  | Polska           | 205    |
| 4.  | Włochy           | 166    |
| 4.  | Rosja            | 166    |
| 6.  | Kanada           | 165    |
| 7.  | Norwegia         | 141    |
| 8.  | Japonia          | 112    |
| 9.  | Niemcy           | 100    |
| 10. | Austria          | 85     |